# Varste (Kirchhundem)
Varste ist ein Dorf mit rund 140 Einwohnern in der Gemeinde Kirchhundem im Kreis Olpe (Nordrhein-Westfalen).

## Geografie

### Geografische Lage
Varste liegt im Süderbergland des Rheinischen Schiefergebirges. Darin gehört es zum sogenannten Bilsteiner Bergland im Gebiet des Olper Landes. Die Ortslage gehört zu den Westausläufern des Rothaargebirges und zum Naturpark Sauerland-Rothaargebirge. Das Dorf liegt am Westhang der Kophelle im Tal des Silberbaches, der von Silberg kommend bei Heidschott in die Olpe mündet. Im Südosten von Varste erhebt die 575 m hohe Kophelle, im Westen das 642 m hohe Wolfshorn und der 517 m hohe Kuhlenberg, im Nordwesten der 569 m hohe Rimmert und im Nordnordosten die 545 m hohe Höhe.

### Geologie
Geologisch ist das Gebirge um Varste aufgrund des Erzreichtums bedeutsam. Das im Westen von Varste gelegene Bergwerk Kuhlenbergerzug erschloss die nördlichsten Spateisensteingänge des Siegerländer Eisensteinbezirks. Von 1831 bis 1913 wurden hier 168.374 t Eisenerz gefördert. Im 18. Jahrhundert und früher bis etwa 1840 erfolgte auch der Abbau des in den oberen Teufen reichhaltiger abgelagerten Bleiglanzes und Kupferkieses.
Nördlich von Varste lag das Bergwerk Alwine, wo Blei- und Zinkerz gefördert wurde. Kontinuierlicher Erzabbau fand dort in der Mitte des 19. Jhdts. und zuletzt von 1891 bis 1897 statt. 1901 wurde der Betrieb endgültig eingestellt.
Es wird für denkbar gehalten, dass sich der Bergbau hier vom Siegerland (Bergbauwüstung Altenberg bei Müsen) im hohen Mittelalter bereits in das Gebiet von Silberg und Varste ausgedehnt hat.

### Nachbarorte
Nachbarorte von Varste sind Wirme im Osten, Brachthausen im Südosten, Silberg im Südsüdwesten, Welschen Ennest im Westen, Benolpe im Nordwesten, Heidschott im Norden und Hofolpe im Nordosten. Die Wohnplätze Kuhlenberg, Breitenbruch und Mark liegen im Westen und Norden des Dorfes.

## Geschichte
Die Ersterwähnung von Varste stammt von 1395 und findet sich in einer Urkunde, mit der Johann Pepersack, seine Frau Lyse sowie seine Brüder Hermann und Wilhelm an Heinrich von Heggen und Wilhelm Vogt von Elspe ein Viertel der Grafschaft Hundem verkaufen. Genannt wird dort ein Hannes to dem Varste. Der Ortsname wird heute gedeutet als: Stelle beim Forst. Die Stellenbezeichnungen „uff dere Burgh“ und „under der Borch“, die in Schatzungsregistern des 16. Jahrhunderts als Solstättenname vorkommen, deuten auf einen heute vergessenen Adelssitz im Ort hin.

### Religionen
Bedingt durch die jahrhundertelange Zugehörigkeit zum kurkölnischen Herzogtum Westfalen ist die Religionszugehörigkeit der Einwohner des Dorfes auch heute noch überwiegend katholisch. Insbesondere durch die Ereignisse von Flucht und Vertreibung aus den früheren Ostgebieten des Deutschen Reiches nach dem Zweiten Weltkrieg nahmen auch evangelische Christen ihren Wohnsitz im Ort. Heute leben hier 120 katholische und 26 evangelisch-lutherische Christen; für 21 Einwohner macht die Bevölkerungsstatistik keine Angaben zur Religionszugehörigkeit.
Varste gehörte bis zur Errichtung der katholischen Pfarrei Kohlhagen 1655 zur Pfarrei Kirchhundem. 1924 wurde die heute noch bestehende Kirchengemeinde Silberg/Varste von Kohlhagen abgetrennt. Diese gehört heute zum Pastoralen Raum Kirchhundem im Dekanat Olpe.

### Eingemeindungen
Varste war von 1445 bis 1802/03 eine Ortschaft im Amt Bilstein im kurkölnischen Herzogtum Westfalen und bis 1812 im Großherzogtum Hessen-Darmstadt. 1812 wurde das bisherige Amt Bilstein in das großherzoglich-hessische Justizamt Bilstein mit einem Justizamtmann an der Spitze umgewandelt und Schultheißenbezirke gebildet. Mit Schultheiß Peter Joseph Bock wurde Varste zum Sitz eines Schultheißenbezirks, zu dem die Orte Varste mit der Schmelzhütte, Silberg mit der Mühle, Emlinghausen und die Höfe Breitenbruch und Mark gehörten. Nach Übergang des ehemaligen Herzogtums Westfalen in preußischen Besitz 1816 wurde die Schultheißenverwaltung zunächst aufrechterhalten. 1826 kam es dann zu einer Kommunalreform, bei der Bürgermeistereien eingerichtet wurden. Mit dem Kirchspiel Kohlhagen kam Varste damals zur Bürgermeisterei Heinsberg und bereits 1829 durch eine erneute Umorganisation zur Bürgermeisterei Kirchhundem. 1843/44 wurden die Bürgermeistereien in Ämter mit einem Amtmann an der Spitze umgewandelt. Zum damals gebildeten Amt Kirchhundem gehörten sechs politische Gemeinden mit einem Gemeindevorsteher, deren Sprengel sich an den Kirchspielsgrenzen ausrichteten. Varste gehörte von 1843/44 zur politischen Gemeinde Kohlhagen, die zum 1. Juli 1969 im Zuge der kommunalen Neugliederung aufgelöst wurde. Seitdem gehört das Dorf zur heutigen Gemeinde Kirchhundem.

### Einwohnerentwicklung
Frühe Anhaltspunkte über die Größe bzw. Einwohnerzahl des Ortes ergeben sich aus einem Schatzungsregister (diente der Erhebung von Steuern) für das Jahr 1543. Demnach gab es in „Varste“ 16 Schatzungspflichtige (die höchsten Abgaben entfielen auf Joist vf dem Breidenbroich, Hanß Euerts Sohn vf dem Hamer und Euerts Hanß); diese Zahl könnte mit den damals vorhandenen Höfen bzw. Häusern übereingestimmt haben. Rechnet man pro Haus mit 8–10 Bewohnern, so dürfte Varste damals ca. 130 – 160 Einwohner gehabt haben.
Bei 18 Wohnhäusern zählte Varst im Jahr 1838 200 Einwohner. Diese verhältnismäßig hohe Zahl könnte zurückzuführen sein auf den damals aufblühenden Bergbau, der auswärtige Arbeitskräfte anzog. 1930 hatte das Dorf 250 Einwohner. Zur Zeit der kommunalen Neugliederung hatte Varste 247 Einwohner, eine Zahl, die bis 1974 stabil blieb, dann aber rückläufig war: 1978 = 231, 1985 = 239, 1990 = 225. Heute leben in Varste noch 166 Einwohner.

### Bergbau
Varste schaut auf eine lange Bergbautradition zurück. Bereits vor dem 17. Jahrhundert wurden Erze aus den umliegenden Bergen gewonnen.
Die größten Gruben in der Gegend waren Alwine und Kuhlenberg(erzug), sowie Glanzenberg und Goldberg (I und II) bei Silberg.

## Kultur und Sehenswürdigkeiten
In Varste gibt es eine dem hl. Jakobus geweihte katholische Kapelle mit einem spätbarocken Altar. Die Erbauungszeit der Kapelle ist unklar. Sicher ist, dass bereits 1613 eine Kapelle im Ort vorhanden war, in der 1647 durch den Paderborner Weihbischof Bernhard Frick ein Altar geweiht worden ist. 1696 ließ der Kohlhagener Pfarrer Paulus Leymann die baufällige Kapelle „völlig und ganz untermauern“. Eine neue Glocke wurde 1711 beschafft, die vom Glockengießer Tilman Schmit aus Aslar stammt. Ob dies in Zusammenhang mit dem Neubau der Kapelle stand, wird von der Fachwelt diskutiert.

## Wirtschaft und Infrastruktur

### Verkehr und Wandern
Die verkehrsmäßige Erschließung von Varste erfolgt über die K 19 zwischen Heidschott (B 517) und Brachthausen (L 728) sowie über die Gemeindestraße von der K 19 bei Varste zur L 728 bei Wirme. In der Nähe des Ortes gibt es einen Zubringerweg zum Rothaarsteig.

### Bildung
Das Dorf Varste liegt im Einzugsbereich des Kindergartens „Kleine Strolche“ in Brachthausen und der Grundschule in Welschen Ennest. Weiterführende Schulen gibt es in Kirchhundem und Lennestadt. Eine nahe Universität befindet sich in Siegen.